# (4107) Rufino
(4107) Rufino (1989 GT) – planetoida z pasa głównego asteroid okrążająca Słońce w ciągu 4,09 lat w średniej odległości 2,55 j.a. Odkryta 7 kwietnia 1989 roku.